# Saint-Vincent-et-les-Grenadines aux Jeux paralympiques d'été de 2020
Saint-Vincent-et-les-Grenadines participe aux Jeux paralympiques d'été de 2020 à Tokyo.  C'est sa première apparition aux jeux depuis 1960

## Natation
Dexroy Creese participe au 50 m nage libre S9.
Hommes
| Athlète       | Épreuve            | Série    | Série | Finale   | Finale  |
| Athlète       | Épreuve            | Résultat | Rang  | Résultat | Rang    |
| ------------- | ------------------ | -------- | ----- | -------- | ------- |
| Dexroy Creese | 50 m nage libre S9 | 41 s 44  | 3e    | Éliminé  | Éliminé |